# Мелон
Мелон (гал. Melón, ісп. Melón) — муніципалітет в Іспанії, у складі автономної спільноти Галісія, у провінції Оренсе. Населення — 1498 осіб (2009).
Муніципалітет розташований на відстані близько 430 км на північний захід від Мадрида, 30 км на захід від Оренсе.
Муніципалітет складається з таких паррокій: Мелон, Кінс.

## Демографія
Динаміка населення (INE ):

## Галерея зображень

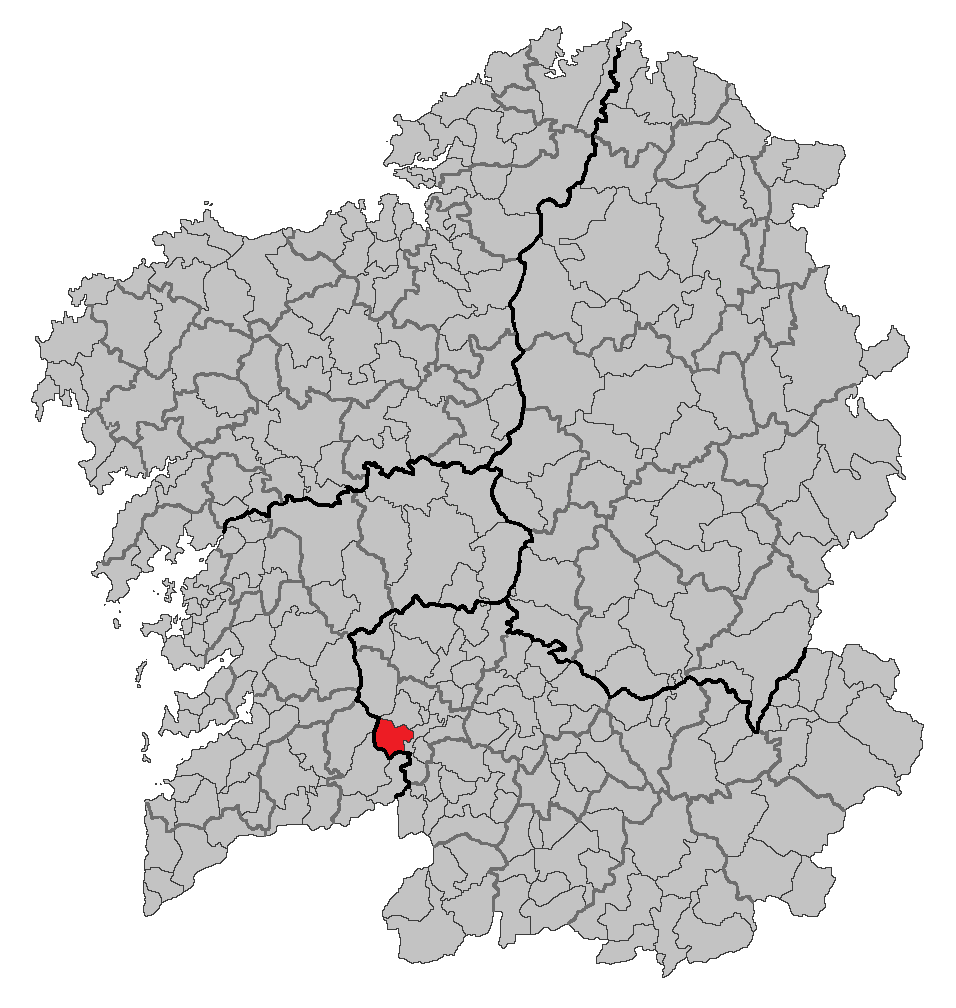
Розташування муніципалітету